# Cuanza Norte
Cuanza Norte er en provins i Angola. Den har et areal på 24.110 km2
og et befolkningstal på 443.386 (2014) indbyggere. N'Dalantando er hovedbyen i provinsen. Ifølge statistik fra 1988 boede 18.000 mennesker i urbane områder, mens 347.100 i jordbrugsområder, med en total på 365.100 indbyggere.
Cuanza Norte ligger på den nordlige bred af Cuanza-floden.

## Eksterne links
- angola.org.uk Arkiveret 13. februar 2008 hos  Wayback Machine
- Den amerikanske styremagts statistik fra 1988